# James M. Gregg

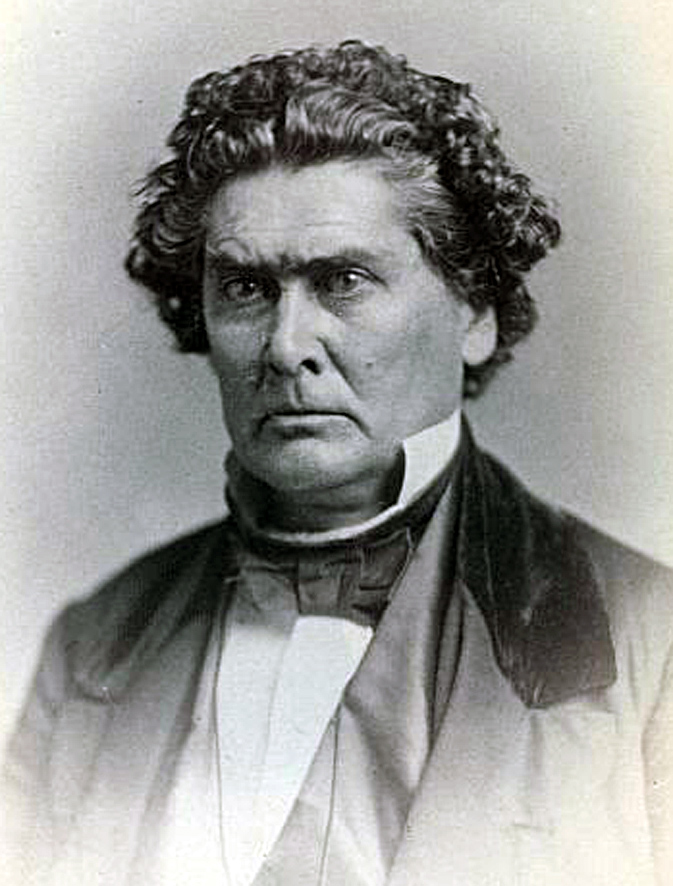
James M. Gregg (1859)

James Madison Gregg (* 26. Juni 1806 im Patrick County, Virginia; † 16. Juni 1869 in Danville, Indiana) war ein US-amerikanischer Politiker. Zwischen 1857 und 1859 vertrat er den Bundesstaat Indiana im US-Repräsentantenhaus.

## Werdegang
James Gregg besuchte die öffentlichen Schulen seiner Heimat. Nach einem anschließenden Jurastudium und seiner im Jahr 1830 erfolgten Zulassung als Rechtsanwalt begann er in Danville in diesem Beruf zu arbeiten. Zwischen 1834 und 1837 war er Leiter der Landvermessung im Hendricks County; von 1837 bis 1845 fungierte er als Gerichtsdiener am dortigen Bezirksgericht.
Politisch schloss sich Gregg der Demokratischen Partei an. Bei den Kongresswahlen des Jahres 1856 wurde er im sechsten Wahlbezirk von Indiana in das US-Repräsentantenhaus in Washington, D.C. gewählt, wo er am 4. März 1857 die Nachfolge von Lucien Barbour antrat. Da er im Jahr 1858 nicht wiedergewählt wurde, konnte er bis zum 3. März 1859 nur eine Legislaturperiode im Kongress absolvieren. Diese war von den Ereignissen im Vorfeld des Bürgerkrieges bestimmt.
Nach seinem Ausscheiden aus dem US-Repräsentantenhaus praktizierte James Gregg in Danville als Anwalt. Im Jahr 1862 war er Abgeordneter im Repräsentantenhaus von Indiana. Er starb am 16. Juni 1869 in Danville.